# Острув (Серпецький повіт)
Острув (пол. Ostrów) — село в Польщі, у гміні Росьцишево Серпецького повіту Мазовецького воєводства.
Населення — 51 особа (2011).
У 1975-1998 роках село належало до Плоцького воєводства.

## Демографія
Демографічна структура станом на 31 березня 2011 року:
|          | Загалом | Допрацездатний вік | Працездатний вік | Постпрацездатний вік |
| -------- | ------- | ------------------ | ---------------- | -------------------- |
| Чоловіки | 28      | 5                  | 21               | 2                    |
| Жінки    | 23      | 2                  | 14               | 7                    |
| Разом    | 51      | 7                  | 35               | 9                    |